# 錢布利 (喬治亞州)
錢布利（英語：Chamblee）是一個位於美國喬治亞州迪卡爾布縣的城市。

## 地理
錢布利的座標為33°53′15″N 84°18′19″W / 33.88750°N 84.30528°W，而該地的平均海拔高度為311米（即1020英尺）。

## 人口
根據2010年美國人口普查的數據，錢布利的面積為20.33平方千米，當中陸地面積為20.33平方千米，而水域面積為0.00平方千米。當地共有人口29428人，而人口密度為每平方千米1,447人。